# 久米北條郡
久米北條郡是過去位於日本岡山縣中部的一郡，已於1900年4月1日與久米南條郡合併為久米郡。
過去的範圍為現在的津山市西部地區、美咲町西部地區和岡山市北部地區。

## 歷史
在令制國時代最初為美作國久米郡的一部份，後來，久米郡被分割為久米南條郡和久米北條郡。

### 沿革
- 1889年6月1日：實施町村制，久米北條郡下設：三保村、打穴村、大垪和村、倭文西村、西川村、垪和村、久米村、大井東村、大井西村、大倭村、倭文東村、倭文中村、鶴田村。（13村）
- 1900年4月1日：久米南條郡和久米北條郡合併為久米郡。